# روپرشت

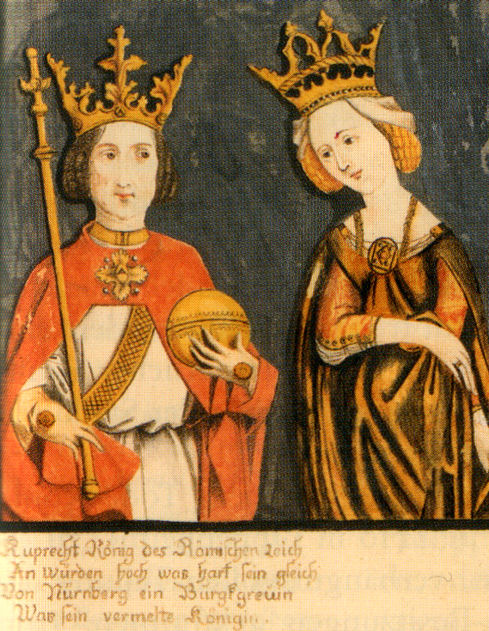
روپرشت در کنار همسرش الیزابت فن نورنبرگ

روپرشت(به آلمانی: Ruprecht)(زادهٔ ۵ مهٔ ۱۳۵۲- مرگ ۱۸ مهٔ ۱۴۱۰) فرمانروای پالاتینای رن (۱۳۹۸) و پادشاه آلمان از ۱۴۰۰ میلادی تا سال مرگش بود. او پسر روپرشت دوم فرمانروای پالاتینای رن بود و مادرش بئاتریکس سیسیلی نوادهٔ خواهر لودویگ چهارم. 
او در آمبرگ زاده‌شد. در جریان برکناری ونتسل او یکی از امرای انتخاباتی بود که به خلع او رای داد. همین انجمن وی را در روز پس از آن به پادشاهی برگزید. پس از آنکه او توانست در جنوب آلمان قدرتش را تحکیم بخشد در آرزو تاج امپراتوری مقدس روم به ایتالیا لشکرکشید و از آلپ گذشت، ولی به دلیل کمبودهای مالی به ناچار لشکرکشی‌اش را نیمه‌کاره رها نمود و به آلمان بازگشت. 